# Ouragan Gabrielle (2001)
L'ouragan Gabrielle est la huitième dépression tropicale, la huitième tempête tropicale, et le troisième ouragan de la saison cyclonique 2001 dans l'océan Atlantique nord. Gabrielle est originaire du Golfe du Mexique. Elle s'est développée à partir d'une dépression coupée d'origine non tropicale qui, en persistant au-dessus du Golfe, devint une dépression tropicale. Elle a d'abord erré dans le Golfe, avant de traverser la Floride en tant que forte tempête tropicale. Elle occasionnera quelques difficultés en Floride et en Alabama durant son passage. Après avoir rejoint l'Atlantique, elle s'est éloignée des côtes. Elle a atteint temporairement le statut d'ouragan, avant de faiblir en tempête tropicale. Elle a connu une deuxième jeunesse en tant que dépression des latitudes moyennes, après sa transition extratropicale complétée le 19 septembre.

## Évolution météorologique
Durant la journée du 5 septembre, un creux barométrique s'établit au-dessus de la Côte Est des États-Unis. Ce creux persiste, et forme une dépression coupée à faible altitude au-dessus de la Floride dans la journée du 9 septembre. La dépression dérive alors lentement vers l'ouest-sud-ouest, et rejoint ainsi le golfe du Mexique. Le 11 septembre, l'activité convective devient suffisante pour que se forme la dépression tropicale Huit, vers 18 h UTC. Le cisaillement de vent est alors défavorable, et ralentit fortement le développement de la dépression.

## Floride
La dépression à l'origine de Gabrielle a déjà affecté la Floride entre le 5 et le 10 septembre, avant de rejoindre le golfe du Mexique. Elle donnera des précipitations de 130 millimètres à 250 millimètres à travers la Floride, provoquant de petites inondations. Par la suite, une personne tombera de son bateau à la mer, et se noiera, décès qui est lié indirectement à Gabrielle. D'importantes vagues toucheront les côtes de Floride, dont le comté d'Escambia. Une onde de tempête de 0,9 mètre à 1,5 mètre touchera le comté de Collier dans la journée du 14 septembre. Le coût de l'érosion côtière est estimé à 3 millions de dollars. Les fortes précipitations (entre 50 millimètres et 130 millimètres) et l'onde de tempête endommageront entre 60 et 70 résidences. De plus, 12 500 consommateurs seront temporairement privés d'électricité,.